# Latrodectus tredecimguttatus
Latrodectus tredecimguttatus je vrsta strupenih pajkov iz rodu Latrodectus. Razširjena je v sredozemskih deželah, od Španije do jugozahodne in osrednje Azije. Pajki te vrste iz osrednje Azije so poznani tudi pod imenom Latrodectus lugubris, čeprav danes velja, da je to poimenovanje nepravilno in da so ti pajki v resnici iz vrste L. tredecimguttatus. Nekateri taksonomi so mnenja, da je ta vrsta celo le podvrsta vrste Latrodectus mactans.

## Etimologija imena
L. tredecimguttatus ima v različnih državah različna imena. V južni Franciji mu pravijo l'araignée malmignatte. V osrednji Aziji in na vzhodi Balkana jih imenujejo qaraqurt. Neposredni prevod iz altajskih jezikov je skovanka besed qara (črna) in qurt (žuželka).

## Opis
L. tredecimguttatus je črn pajek, ki ima na hrbtu trinajst rdečih, oranžnih ali celo rumenih peg, po čemer je vrsta dobila latinsko ime. Tredecimguttatis namreč po latinsko pomeni »s trinajstimi pegami«. Preko nog merijo samice med 10 in 20 mm, samci pa le med 4 in 7 mm. Najpogosteje se zadržujejo v travnatih stepah. Svoje mreže pogosto pletejo tudi med žitom, zaradi česar je bilo v preteklosti med žetvijo veliko primerov ugriza tega pajka med kmetovalci, ki so snope požetega žita povezovali. Človeku in živini je nevarna le samica, saj imajo samci prekratke strupnike, ki ne morejo predreti človeške ali živalske kože.

## Strupenost
Kot vse vrste iz rodu Latrodectus je tudi L. tredecimguttatus strupena. Mesto ugriza je boleče, sam ugriz pa je le redko smrten. Kljub temu iz Kazahstana prihajajo poročila o poginulih kamelah, ki naj bi poginile zaradi ugriza tega pajka. Znanstveniki so mnenja, da je prav ta vrsta pajkov kriva za tarantizem, ki so ga v preteklosti neupravičeno pripisovali vrsti Lycosa tarantula. Ugriz črnih vdov povzroči klinični sindrom latrodektizem, ki ga povzroči nevrotoksin, imenovan latrotoksin, ki preko izločanja različnih živčnih prenašalcev pri večini žrtev sproži v glavnem bolečino in mišične krče.